# Shepard-Kliff
Das Shepard-Kliff ist ein isoliertes und 6 km langes Felsenkliff im ostantarktischen Viktorialand. Es liegt am nordöstlichen Rand des Reeves-Firnfelds.
Der United States Geological Survey kartierte es anhand eigener Vermessungen und Luftaufnahmen der United States Navy aus den Jahren von 1956 bis 1962. Das Advisory Committee on Antarctic Names benannte das Kliff 1968 nach Danny L. Shepard (* 1945) von der US Navy, Bauelektriker auf der Amundsen-Scott-Südpolstation im Jahr 1966.